# Campionato cileno di pallavolo femminile
Il campionato cileno di pallavolo femminile è un torneo per club del Cile ed è posto sotto l'egida della Federazione pallavolistica del Cile.
La massima serie del campionato è denominata Liga Nacional e la prima edizione è stata giocata nell'annata 2003-04. Tra i club più rappresentativi il Club Deportivo Universidad Católica.

## Albo d'oro della Liga Nacional
| Anno          | Podio                | Podio          | Podio |
| Campione      | Seconda              | Terza          |       |
| ------------- | -------------------- | -------------- | ----- |
| 2004 Dettagli | Universidad Católica | Providencia    | -     |
| 2005 Dettagli | Universidad Católica | Providencia    | -     |
| 2006 Dettagli | Universidad Católica | Club Vitavoley | -     |
| 2007 Dettagli | Municipal Ñuñoa      | Boston College | -     |
| 2008 Dettagli | Universidad Católica | Boston College | -     |
| 2009 Dettagli | Universidad Católica | Providencia    | -     |
| 2010 Dettagli | Universidad Católica | Boston College | -     |
| 2011 Dettagli | Universidad Católica | -              | -     |
| 2012 Dettagli | Boston College       | -              | -     |
| 2013 Dettagli | Boston College       | -              | -     |